# Lindesnes fyr
Lindesnes fyr (Noors voor 'de vuurtoren van Lindesnes') is een vuurtoren aan de kust in het zuidelijkste puntje van Noorwegen, ongeveer 10 kilometer ten zuidwesten van het dorp Spangereid in de gemeente Lindesnes, dat in de provincie Agder ligt.

## Geschiedenis
De vuurtoren werd voor het eerst gebouwd in 1656, om vanaf de Noordzee toegang te kunnen geven tot het Skagerrak en de Oostzee. Door de eeuwen heen werd er meermaals een nieuwe vuurtoren gebouwd of herbouwd om de oudere te vervangen. In 1822 kreeg de vuurtoren een kolenlamp, in 1854 werd een nieuwe lamp geïnstalleerd met de huidige lens. De huidige toren werd in 1915 gerealiseerd. Vijf jaar later kreeg het zijn eerste mistsignaal in de vorm van een sirene. Het mistsignaal en de bijbehorende machines werden in een gebouw naast de toren geplaatst.

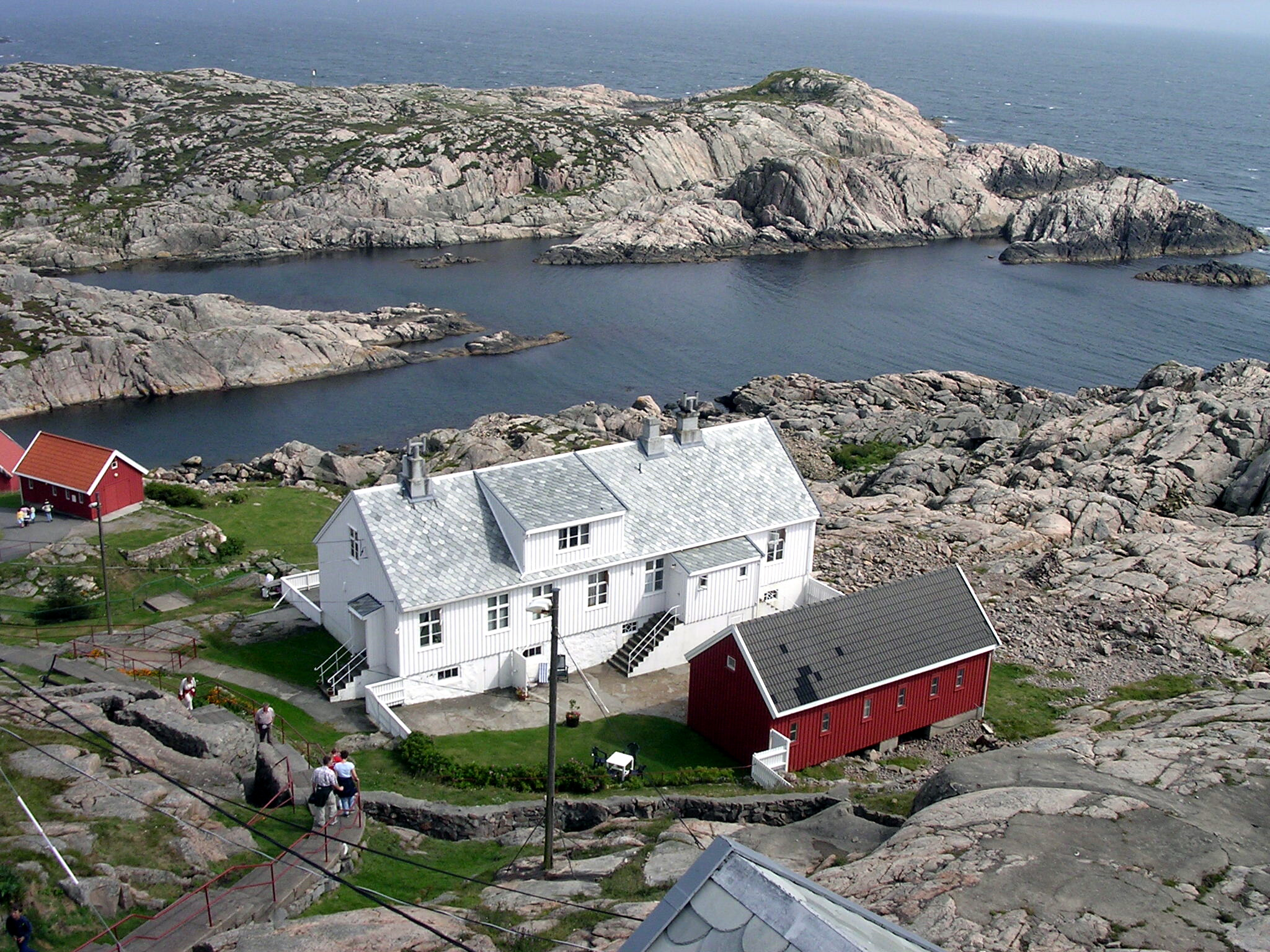
Het huis van de assistent en het bijgebouw van de vuurtorenwachters.

De huidige 16,1 meter hoge vuurtoren is van gietijzer met een granieten fundering. Het onderste deel is wit geschilderd, het bovenste deel rood. Het licht bevindt zich op een hoogte van 50,1 meter en straalt een vast en knipperend wit licht uit dat altijd aan is. Het roteert elke 20 seconden tussen een licht met een lage intensiteit en een hoge intensiteit. Dit licht is afkomstig van een fresnellens van de eerste orde die tot 17,7 zeemijl (32,8 km) kan worden gezien.
Tijdens de Tweede Wereldoorlog werd de vuurtoren ingenomen door de Duitsers. Als belangrijke uitkijkpost bouwden zij een klein fort met vier kanonnen en na een tijdje een radarantenne. De sporen uit de oorlog, zoals loopgraven en tunnels, zijn nog steeds zichtbaar.
In de jaren 50 van de 20e eeuw werd de vuurtoren geëlektrificeerd en werd het mistsignaal vervangen door een krachtige diafoon. Het mistsein werd in 1988 gesloten als navigatiehulpmiddel, maar het is nog steeds operationeel en wordt bij speciale gelegenheden gebruikt.
Tegenwoordig doet de vuurtoren ook dienst als museum. De bijgebouwen, de huisjes van de wachters, schuren en boothuizen zijn ook te bezoeken, evenals het bezoekerscentrum, de bioscoopzaal, cafetaria en museumwinkel.
Een zogeheten 'millenniumlocatie' (Noors: tusenårssted) is een plek die door een Noorse (provincie)gemeente is geselecteerd om de overgang naar de jaren 2000 te markeren. Er werd besloten dat provincies en gemeenten één locatie mochten kiezen. De vuurtoren werd geselecteerd als milleniumlocatie voor de provincie Vest-Agder.